# Il Sodoma
Sodoma ili Il Sodoma (rođen kao Giovanni Antonio Bazzi), (Vercelli, 1477. — Siena, 15. veljače 1549.), bio je talijanski slikar, pripadnik sienske škole.
Prema Vasariju, koji ga je očigledno mrzio, dobio je ovakav naziv jer je bio homoseksualac. Bazzi je međutim taj naziv koristio u svom potpisu. 
Sodoma je 1498. putovao u Milano, gdje na njega jak utjecaj ostavlja Leonardo da Vinci, a 1501. putuje u Sienu. Njegova djela obuhvaćaju freske koje je započeo 
Luca Signorelli u samostanu Monte Oliveto i čudesnu fresku Stigmatizacije svete Katarine u crkvi San Domenico. 
Pozvan je u Rim 1508. kako bi u Vatikanu oslikao jednu od papinih privatnih odaja, Stanza della Segnatura. Ponovo dolazi u Rim 1512., kada bankaru Agostinu Chigi 
crta poznatu Aleksandrovu fresku u Villi Farnesini. 

## Sveti Sebastijan
Ova slika na platnu oslikana je sa svetim Sebastijanom na prednjoj strani i s Marijom i svecima u pozadini. Prvobitno je korištena kao zastava za procesije Confraternita di San Sebastiano ("Bratstva sv. Sebastijana") u Camollii nedaleko Siene. Figure su okarakterizirane plastičnom osjetljivosti tijela s detaljiranim narativnom stilom. Tipičan dio Sodomovog slikarstva pogledi su kod glavnih protagonistka koji su u polumraku.

## Djela (izbor)
- Aleksandar veliki (1512. – 1515), Villa Farnesina, Rim
- Sveti Sebastijan (1525.)
- Krist u predvorju pakla (oko 1530. – 1534.)
- Abrahamova žrtva (1542.)